# De Pere
De Pere est une municipalité située dans le comté de Brown, dans l’État du Wisconsin, aux États-Unis. Au recensement de l'année 2000, la population de la municipalité était de 20 559 habitants. La ville de De Pere est située en banlieue de Green Bay et fait partie de la région métropolitaine de Green Bay.

## Histoire
En 1671, le père jésuite Claude-Jean Allouez fonde la Mission Saint-François-Xavier à l'endroit où se trouvent les derniers rapides de la rivière Fox juste avant que celle-ci se jette dans la Baie de Green Bay. Le site est alors connu sous le nom de Rapides Des Pères qui est devenu aujourd'hui De Pere. Depuis 1898, des chanoines de l'ordre de Prémontré résident à De Pere. Ils y ont fondé en 1959 l'abbaye Saint-Norbert de De Pere.

## Galerie photographique

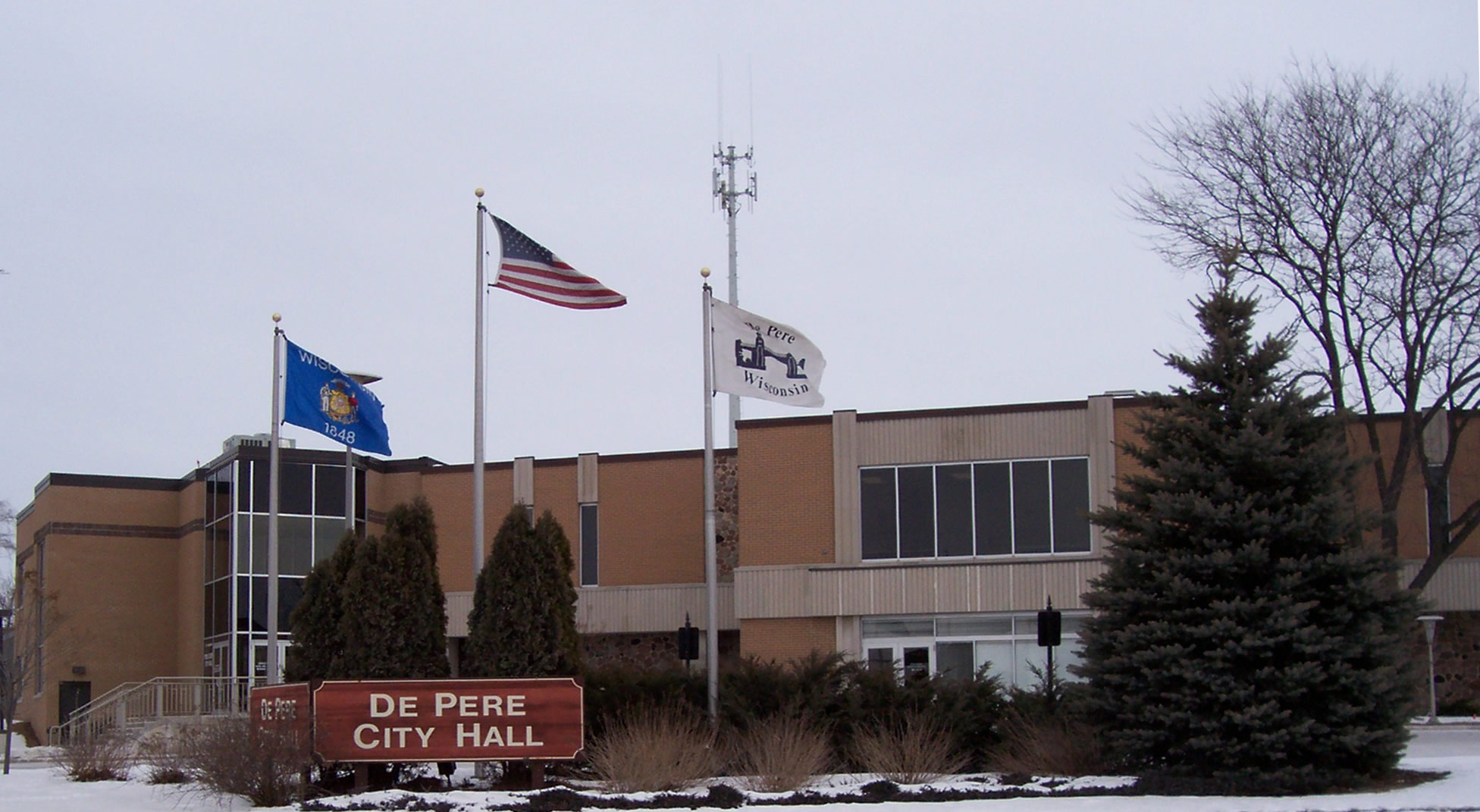
L’hôtel de ville de De Pere.
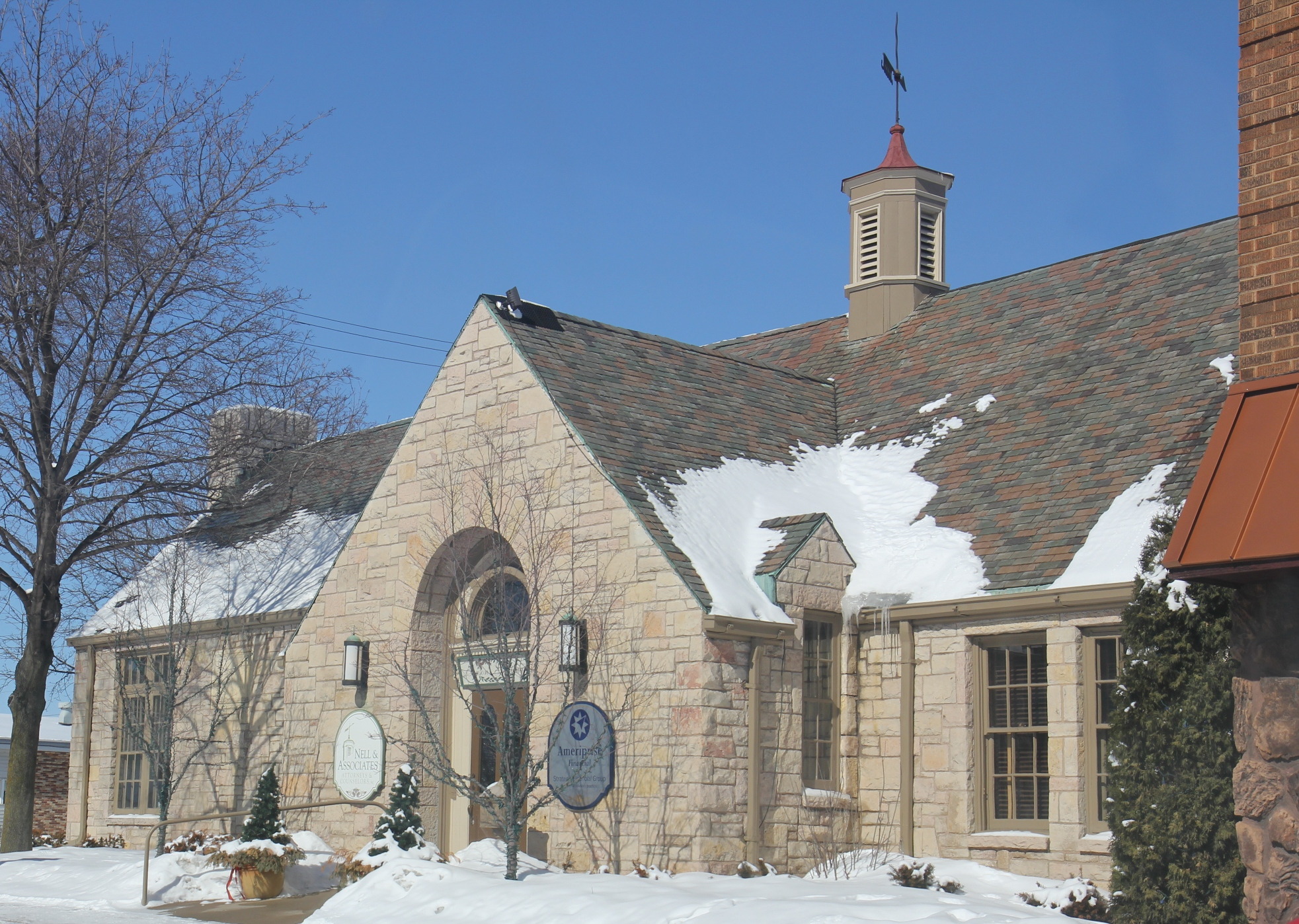
La bibliothèque de la ville.
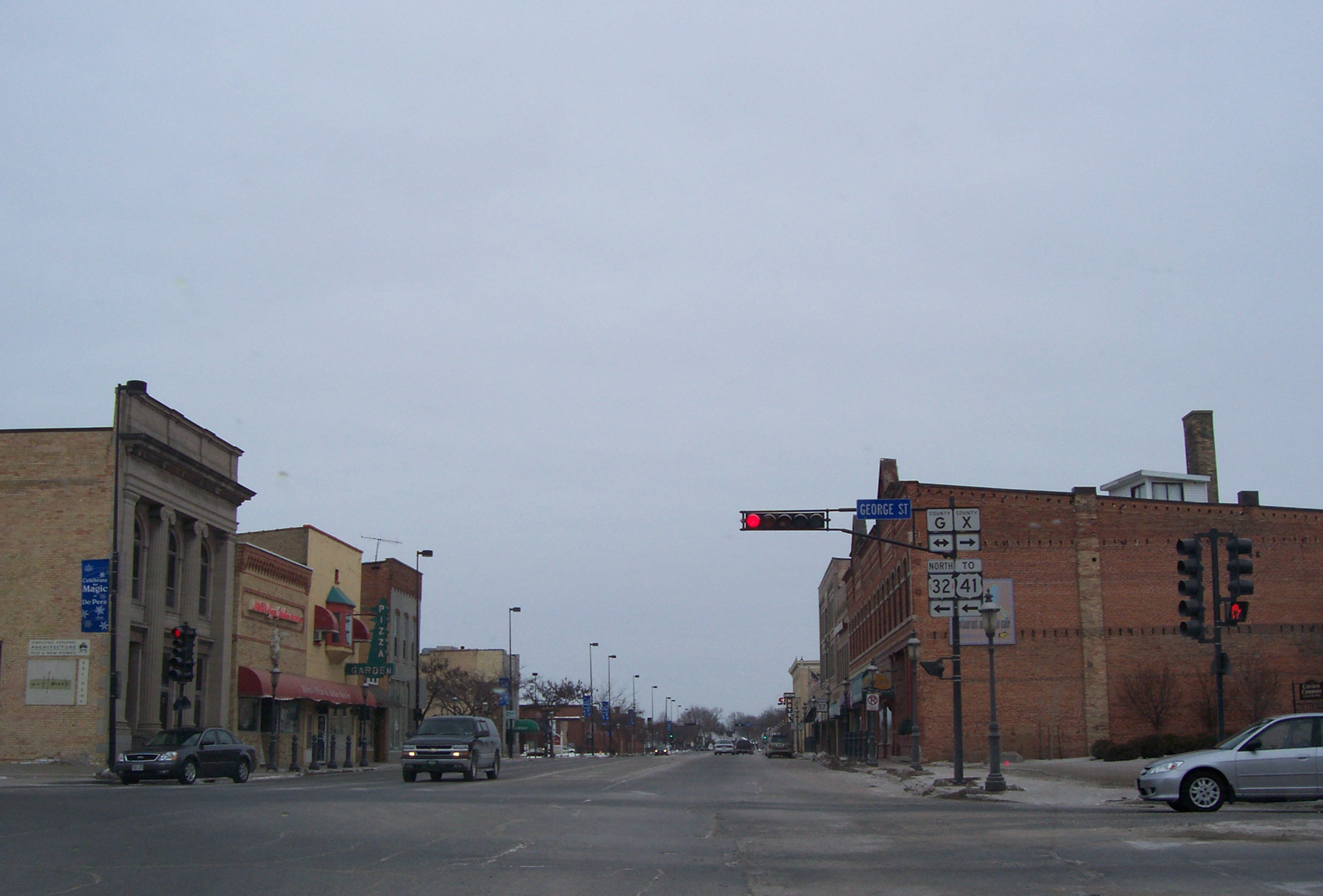
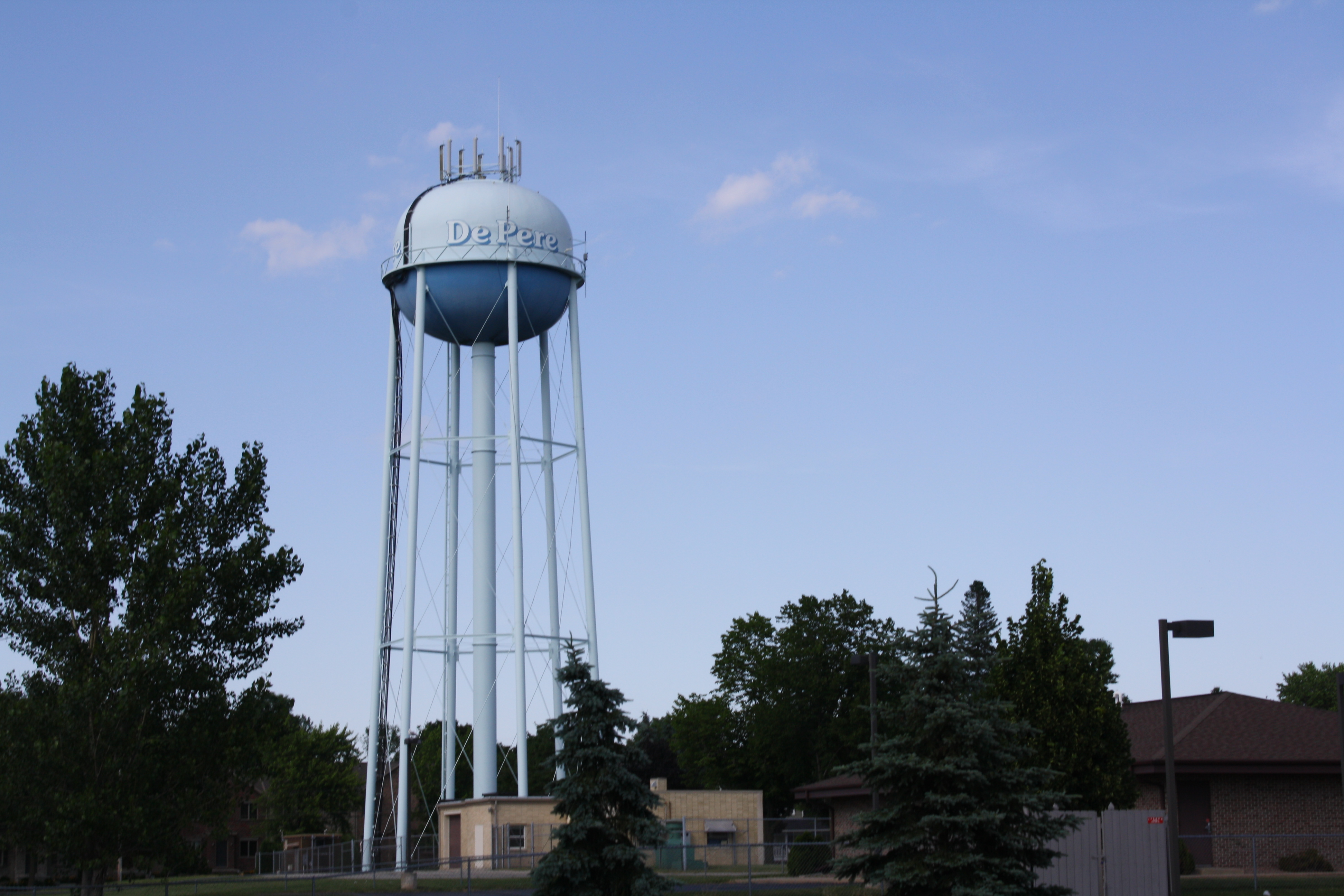
Château d’eau.
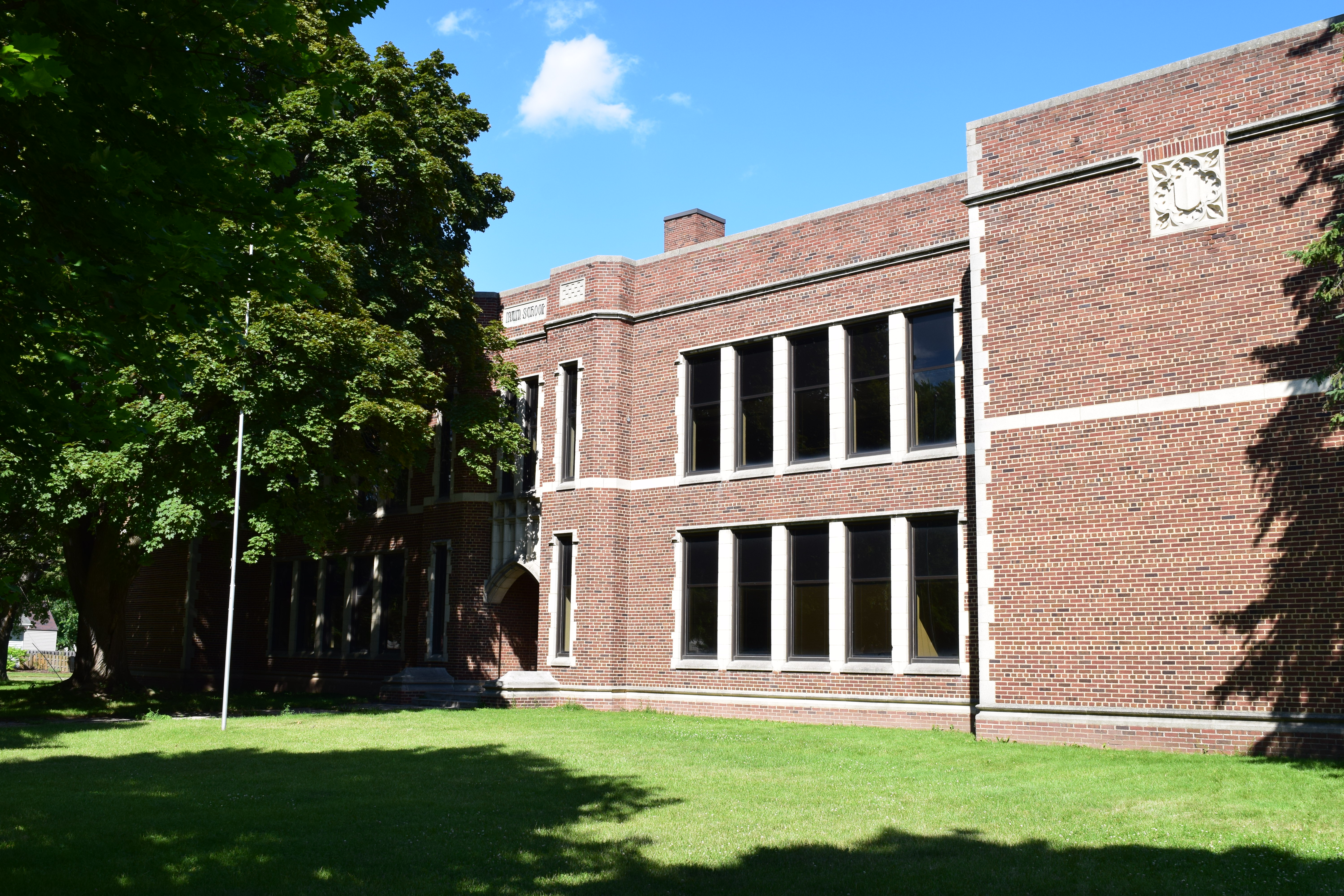
L’école de la ville.